# Copa del Generalísimo de baloncesto 1976
La Copa del Generalísimo de baloncesto 1976 fue la número 40.º, donde su final se disputó en el Pabellón Municipal de Cartagena de Cartagena el 2 de mayo de 1976.
La edición fue disputada por los cuatro mejores equipos de la temporada 1975–76.

## Equipos clasificados
| Pos. | Equipo             | Pts. | PJ | G  | E | P  | GF   | GC   | Dif. |
| ---- | ------------------ | ---- | -- | -- | - | -- | ---- | ---- | ---- |
| 1    | Real Madrid CF     | 87   | 32 | 29 | 0 | 3  | 3276 | 2446 | +830 |
| 2    | FC Barcelona       | 69   | 32 | 23 | 0 | 9  | 2711 | 2446 | +265 |
| 3    | Juventud Schweppes | 60   | 32 | 20 | 0 | 12 | 2736 | 2522 | +214 |
| 4    | CB Estudiantes     | 51   | 32 | 17 | 0 | 15 | 2673 | 2538 | +135 |

 Fuente: Linguasport

## Semifinales
Los partidos de ida se jugaron el 8 de abril y los de vuelta el 22 de abril.
| Equipo 1       | Agr.    | Equipo 2           | Ida   | Vuelta |
| -------------- | ------- | ------------------ | ----- | ------ |
| CB Estudiantes | 169–197 | Juventud Schweppes | 95–82 | 74–115 |
| FC Barcelona   | 168–223 | Real Madrid CF     | 82–94 | 86–129 |

## Final
| 2 de mayo de 1976, 20:30 | Juventud Schweppes                   | 99–88                              | Real Madrid                        | |  |
| 20:30 GTM+1              | Marcador por tiempos: 51–41, 48–47   | Marcador por tiempos: 51–41, 48–47 | Marcador por tiempos: 51–41, 48–47 | |  |
|                          | Estadísticas Juan Ramón Fernández 26 | Pts                                | Estadísticas Wayne Brabender 38    | Pabellón: Pabellón Municipal de Cartagena, Cartagena Asistencia: 2,500 espectadores Árbitros: Juan López Vicente Echarren |  |

| Campeón de la Copa del Generalísimo 1976 |
| ---------------------------------------- |
| Juventud Schweppes 6.º título            |